# Маријета острва
Маријета острва (шп. Islas Marietas), званично Национални парк Маријета острва су група малих ненасељених острва пар километара од обале савезне државе Најарит, Мексико. Прецизније речено 7,9 km југозападно од полуострва Пунта де Мита, а недалеко од популарног града Пуерто Ваљарте.
Маријета острва чине два мала острва Isla Larga као и Isla Redonda.
Због свог идиличног изгледа постали су популарна туристичка дестинација, а пажњу туриста привлачи и обилан морски свет, пошто су острва забрањена за лов и риболов од стране мексичке владе. Дубина приобалне воде је око 20-30 метара.

## Географија
Маријета острва су формирана пре више хиљада година вулканском активношћу и потпуно су ненасељена. Острва су на сат времена вожње чамцем од најближе луке Пуерто Ваљарте и дневно их посете на стотине туриста. Почетком XX века ова острва су била предмет војних тестирања од стране мексичке владе управо због ненасељености. Многа бомбардовања и експлозије су узроковале настанак многих кратера и стеновитих креација, као и колапс неких пећина. Верује се да је управо тако настала и позната љубавна плажа. Услед велике медијске пажње око ових острва и вапаја еколога, пре свих Жака Кустоа, током касних шездесетих година прошлог века влада је одлучила да територију прогласи националним парком и заштити је од лова и риболова.

## Флора и фауна
На осртвима живе 44 врсте разноликих биљака и животиња. Ово је довело до сврставања националног парка у МАБ програм Унеска.
Многе врсте морских птица користе ову локацију као своје станиште и место за размножавање, као што је модронога сула и црвенокљуна тропичарка. Постоје и многе врсте корала, а они сами представљају дом великом броју гребенских риба. Такђе се могу наћи делфини, морске раже,хоботнице али и многе тропске рибе.
Јегуље и многе врсте морских корњача насељавају гребене и пећине које се налазе на острвима. Током зимског периода, услед миграције долазе грбави китови и они се могу изучавати и посматрати све до почетка пролећа.

## Туризам
Заштита владе је створила плодну подлогу за развој морског екосистема и популарно је место за роњење. Чак и током туристичких обилазака, туристи су могли да изблиза виде китове, многе делфине, морске корњаче и на хиљаде тропских риба.
Од Пунте де Мите иду чамци за обилазак кроз острва да би туристи видели дивље животиње овог региона. Највећу пажњу туриста пак привлачи чувена љубавна плажа. Она представља уједно и највећу туристичку атракцију током обиласка. До плаже води узани пролаз дуг 25 метара који је повезује са Пацификом. Посетиоци често и отпливају до скривене плаже.
Студија Гвадалахарског универзитета је показала да љубавну плажу може посетити 116 посетилаца дневно, без опадања те бројке. Капацитет целог парка је 625 посетилаца дневно.
Међутим, број туриста који обилази је углавном три до четири пута већи, са 2500 посетилаца дневно током 2016. године. Током ускршњих празника више од 250 бродова је обавило туре, а неки бродови могу превести и до 400 путника. Све ово је било током медијског промовисања острва у претходних пар година. Током 2012. године острва је посетило 27 500 туриста, да би се та бројка попела до 127 372 2015.